# Портленд (Мэн)
Портленд (англ. Portland) — крупнейший город штата Мэн, административный центр округа Камберленд, расположен на Северо-Востоке США. Население в городской черте — 66 194 (2010), в то время как в пределах агломерации проживают 518 117 (105-я по населению), что составляет около третьей части населения штата Мэн. На 2013 год входил в пятерку самых привлекательных для проживания городов Америки.
На городской печати изображены феникс, восстающий из пепла, и девиз Портленда, Resurgam (латынь — Я воскресну вновь), отсылающий к истории (Портленд восстанавливался после четырёх разрушительных пожаров).

## История
До 1632 года на берегу залива Каско, на узком и возвышенном полуострове размерами 5 на 2 км находилось индейское поселение Мачигонн, в 1632—1633 гг местность колонизирована англичанами и получила название Каско в честь залива. Когда в 1658 году Колония Массачусетского залива установила контроль над территорией, городок был переименован в Фалмут.

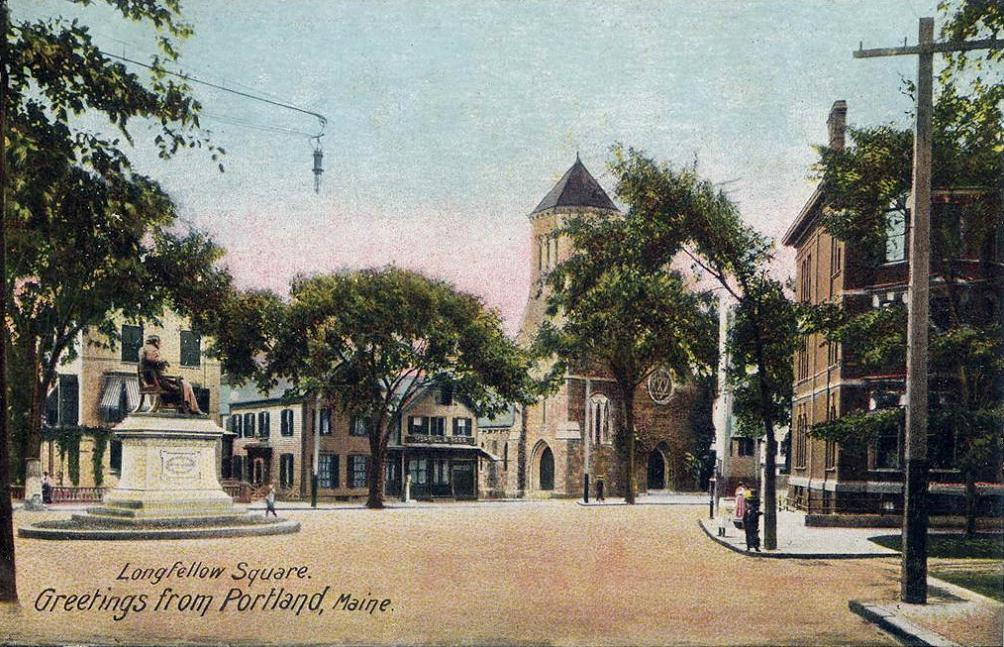
Лонгфелло-сквер, 1906

В 1676 году Фалмут был разрушен в столкновениях с индейцами-вампаноагами под предводительством Метакомета («Короля Филипа»), был отстроен заново, но в 1690 году вновь разрушен.

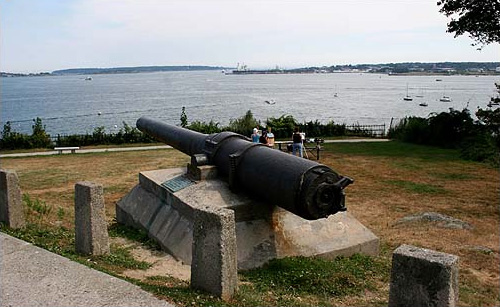
Пушка, демонтированная с корабля Мэн и установленная на Манджой-хилл

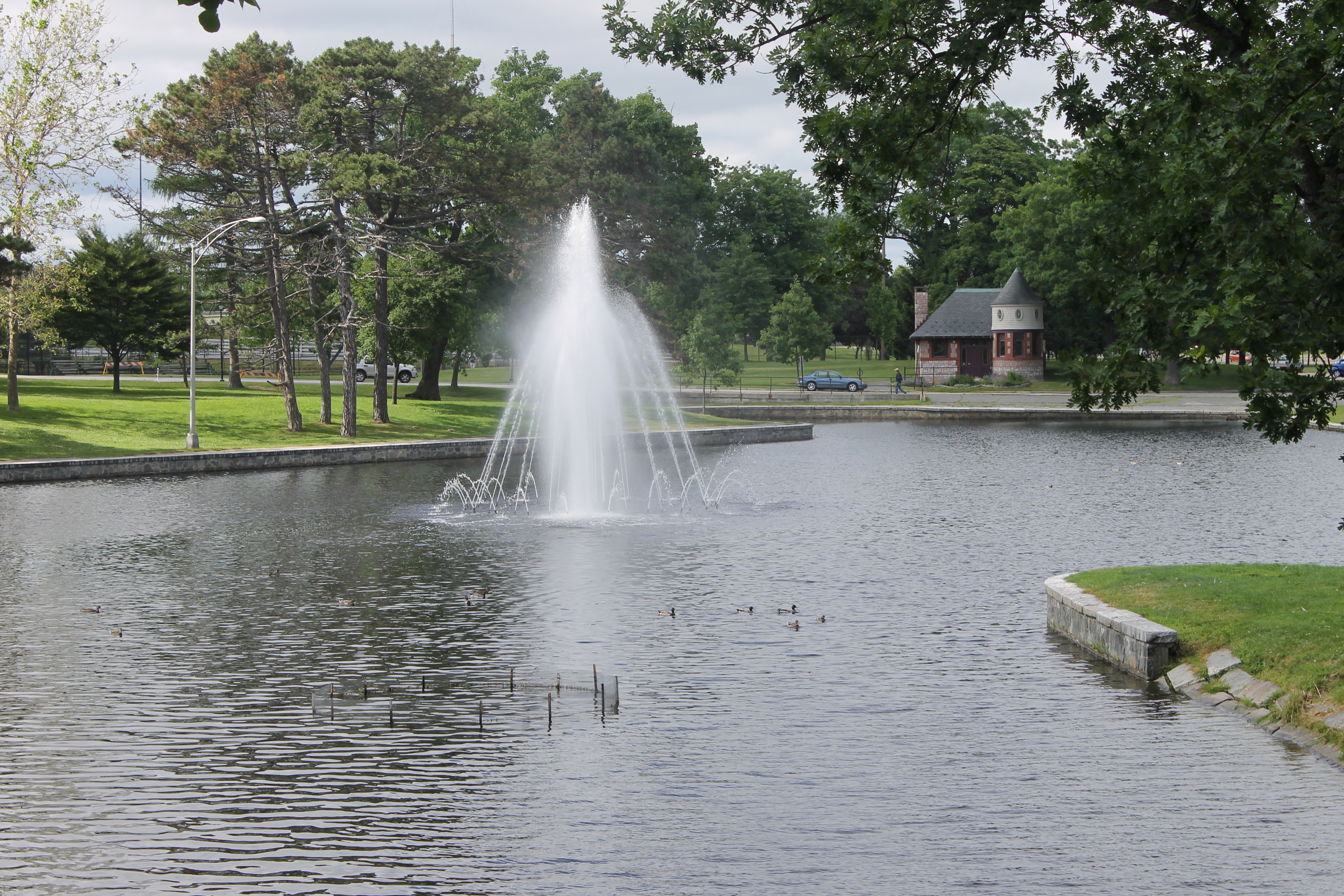
Парк Диринг-Окс. Фонтан и каменный павильон

18 октября 1775 года город был значительно повреждён обстрелами англичан. В 1786 году часть Фалмута отделилась в новый город, названный жителями Портленд.
В 1820 году Мэн стал штатом, а Портленд — столицей, позже, в 1832 году перенесённой в Огасту. Портленд же остался крупнейшим городом штата и его экономическим центром. 4 июля 1866 года во время празднования Дня независимости произошёл ''Большой Пожар'', уничтоживший около 1800 зданий и сделавший бездомными более 10 тыс. человек при населении около 30 тыс.
В 1853, после завершения строительства железной дороги в Монреаль, Портленд стал главным для экспорта канадских товаров незамерзающим портом. Портлендская компания изготовила в XIX веке более 600 паровозов. В начале XX века Портленд стал железнодорожным узлом для пяти магистралей, объединённых в 1911 Компанией Портлендского терминала. После национализации железных дорог в 1923, Канада отвела свой экспортный трафик из Портленда в Галифакс, чтобы сэкономить на транспортировке товаров. В середине столетия распространение ледоколов позволило судам добираться до Монреаля круглогодично, что избавило Портленд от роли зимнего порта для Канады.
Возведение Молла ''Мэн'', крытого торгового центра в пригороде Южный Портленд в 1971, привело к экономическому упадку центра Портленда. Ситуация стала изменяться, когда район Старого порта стал привлекателен для туристов и предпринимателей. Начиная с 1990-х, стал развиваться исторический индустриальный район Бейсайд, возник новый район Оушен-Гейтвей возле городской гавани и Манджой-хилл. Колледж искусств Мэна стал привлекать художников со всего мира для восстановления центра Портленда.

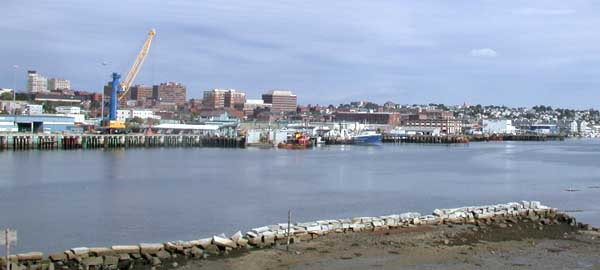
Панорама Портленда

## География и климат

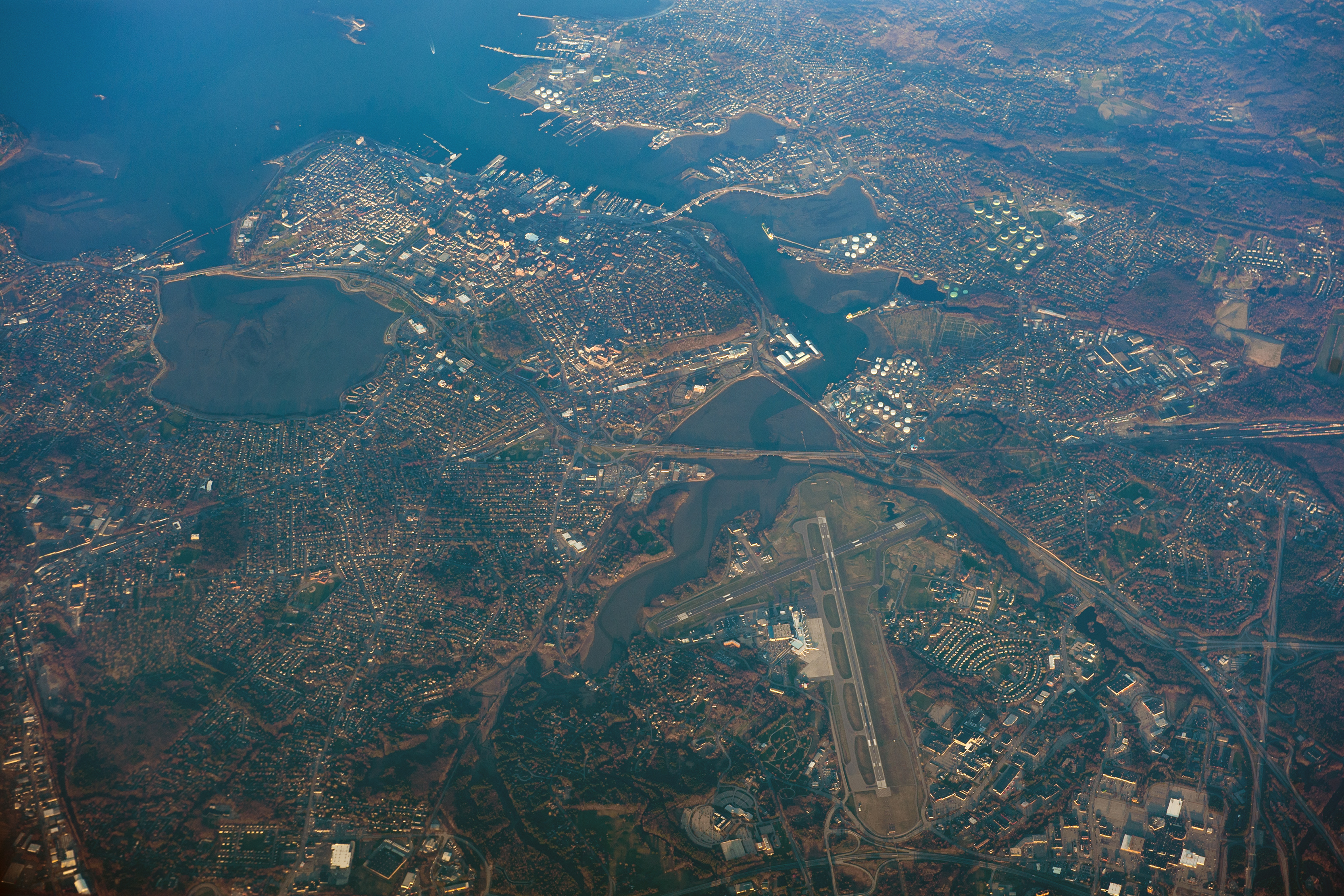
Вид на Портленд с высоты

Территория муниципалитета занимает площадь 136,2 км², из них земли 54,9 км², и граничит с городами Саут-Портленд, Уэстбрук и Фалмут.

### Климат

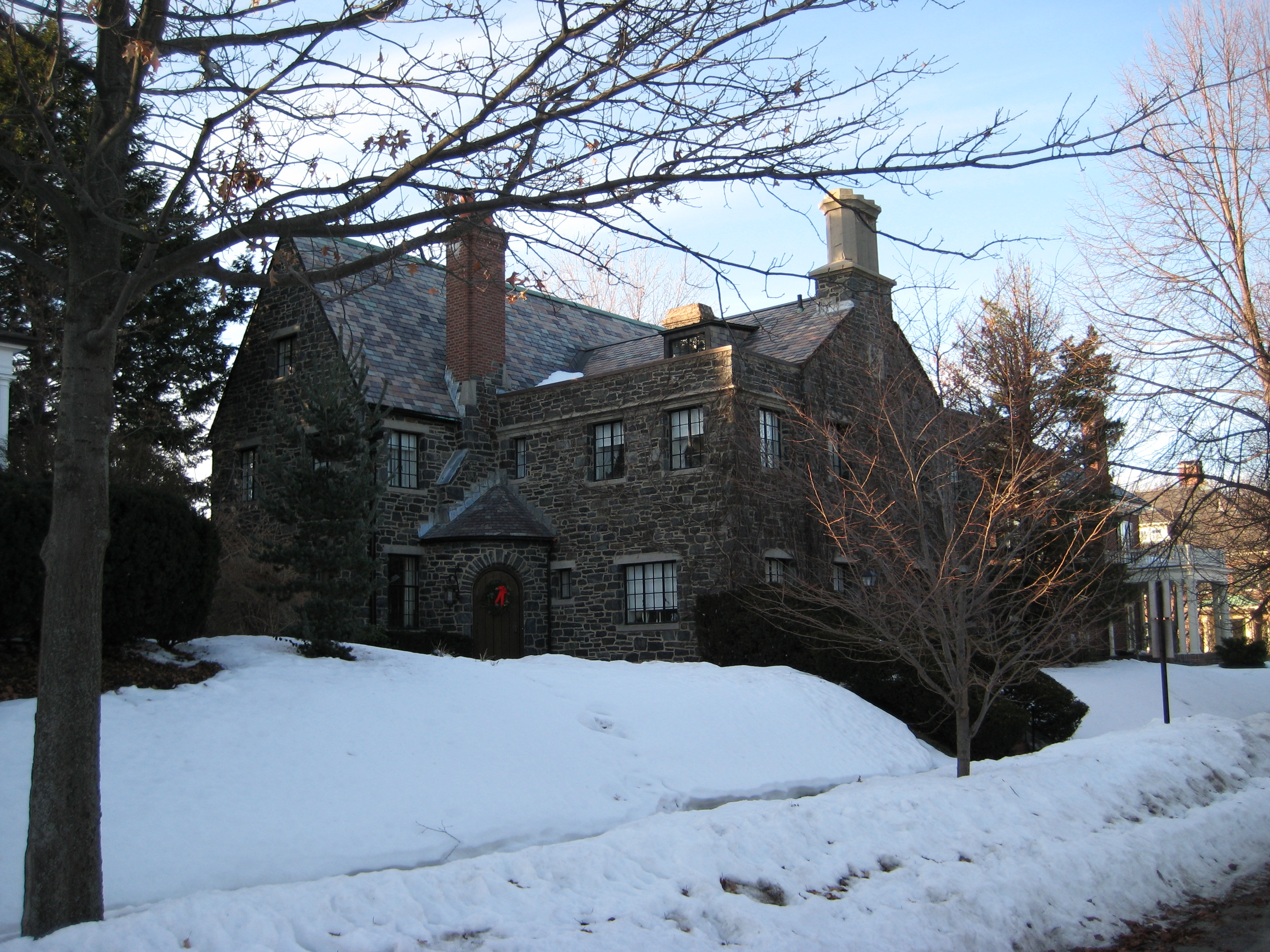
Зима в Вест-Энде Портленда

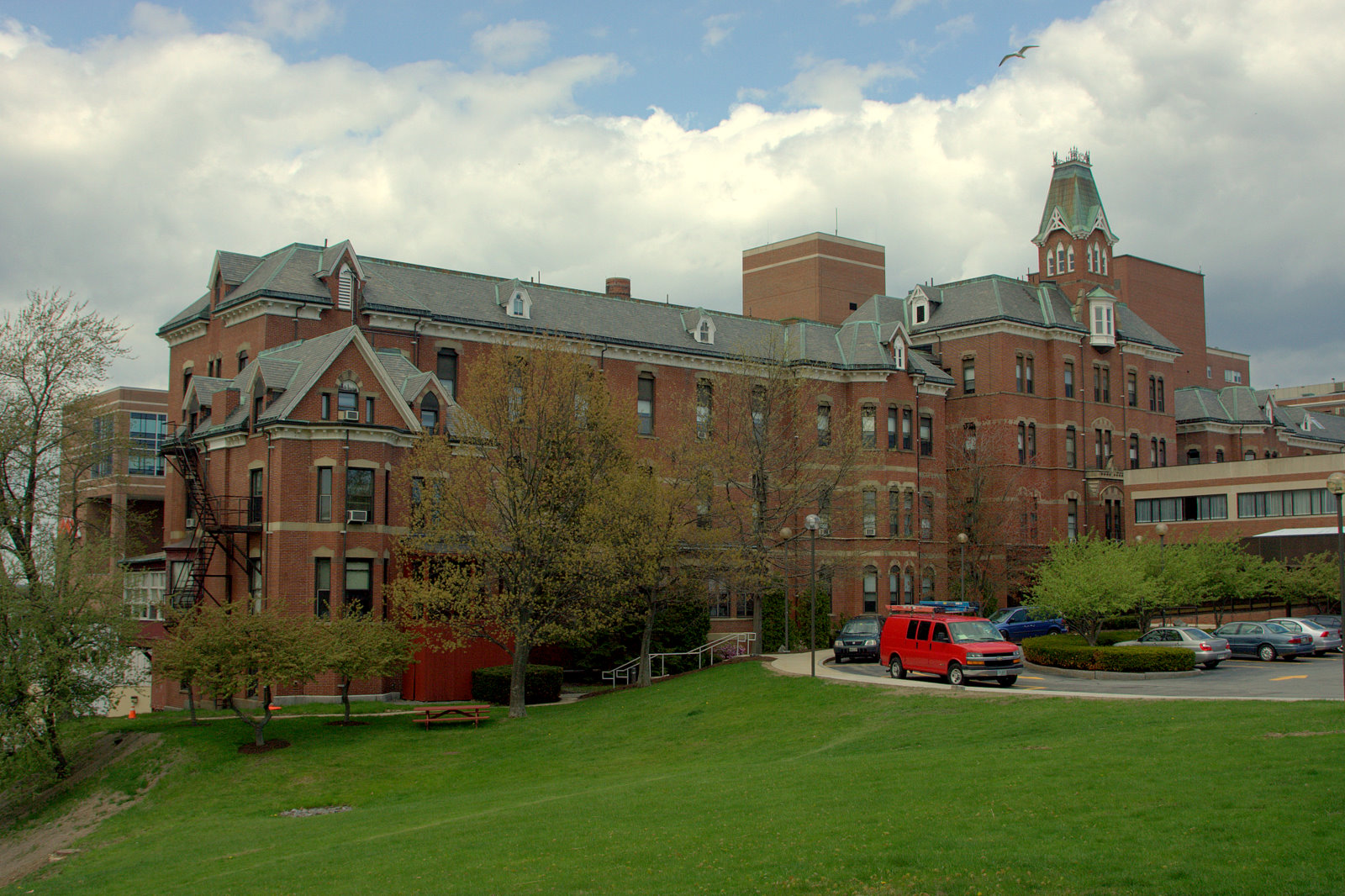
Медицинский комплекс Мэна весной

Климат в городе умеренный, переходный от континентального к морскому. Черты континентального климата ему придает морозная зима, несмотря на то, что город расположен практически на одной широте с Римом и Барселоной. Черты же морского климата придают обильные осадки круглый год, причём максимум осадков приходится на зиму — типично морской признак климата.
| Показатель                                                                | Янв.  | Фев.  | Март  | Апр.  | Май   | Июнь  | Июль  | Авг.  | Сен.  | Окт.  | Нояб. | Дек.  | Год  |
| ------------------------------------------------------------------------- | ----- | ----- | ----- | ----- | ----- | ----- | ----- | ----- | ----- | ----- | ----- | ----- | ---- |
| Абсолютный максимум, °C                                                   | 19    | 20    | 31    | 33    | 36    | 37    | 39    | 39    | 36    | 31    | 23    | 22    | 39   |
| Средний суточный максимум, °C                                             | 0,2   | 1,7   | 5,7   | 12,1  | 17,9  | 23,1  | 26,4  | 25,9  | 21,7  | 15,3  | 9,1   | 3,5   | 13,6 |
| Средняя температура, °C                                                   | −4,4  | −3,2  | 1,2   | 7,0   | 12,7  | 17,9  | 21,3  | 20,7  | 16,4  | 10,2  | 4,4   | −0,9  | 8,6  |
| Средний суточный минимум, °C                                              | −9,1  | −8,2  | −3,3  | 1,9   | 7,5   | 12,8  | 16,2  | 15,4  | 11,2  | 5,0   | −0,2  | −5,3  | 3,7  |
| Абсолютный минимум, °C                                                    | −32   | −39   | −29   | −13   | −5    | 1     | 4     | 1     | −5    | −9    | −21   | −29   | −39  |
| Среднее число солнечных часов в месяц                                     | 164,8 | 172,8 | 205,2 | 213,5 | 243,2 | 259,1 | 282,2 | 267,6 | 229,1 | 195,7 | 138,7 | 140,9 | 2513 |
| Среднее число дней с осадками                                             | 11    | 10    | 11    | 11    | 13    | 12    | 11    | 9     | 9     | 11    | 11    | 12    | 131  |
| Норма осадков, мм                                                         | 89    | 90    | 104   | 112   | 93    | 105   | 87    | 91    | 96    | 133   | 108   | 114   | 1222 |
| Средняя влажность, %                                                      | 67    | 65    | 66    | 67    | 71    | 75    | 75    | 76    | 77    | 74    | 73    | 70    | 71   |
| Источник: Национальное управление океанических и атмосферных исследований |       |       |       |       |       |       |       |       |       |       |       |       |      |

### Соседства

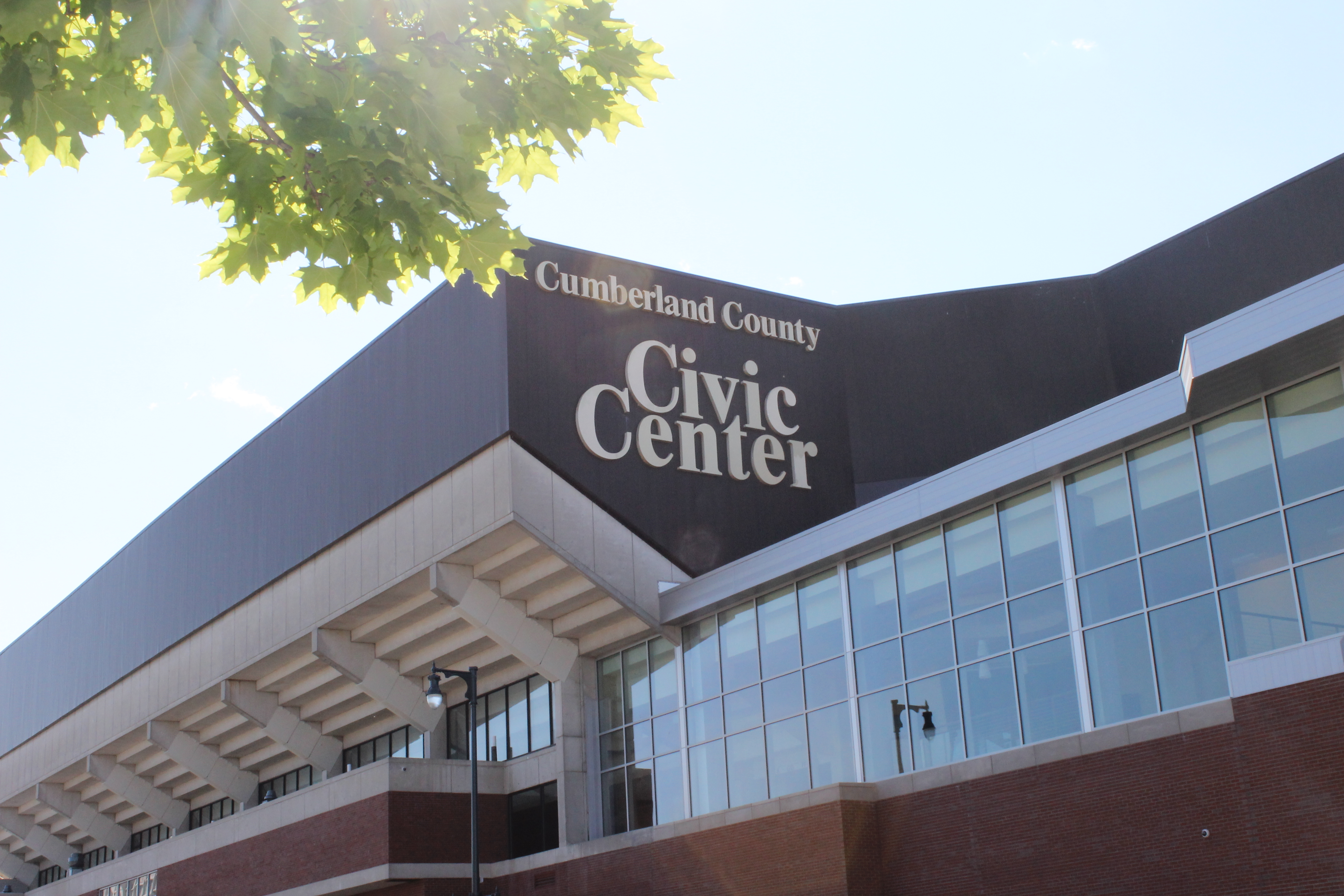
Гражданский центр Камберленда

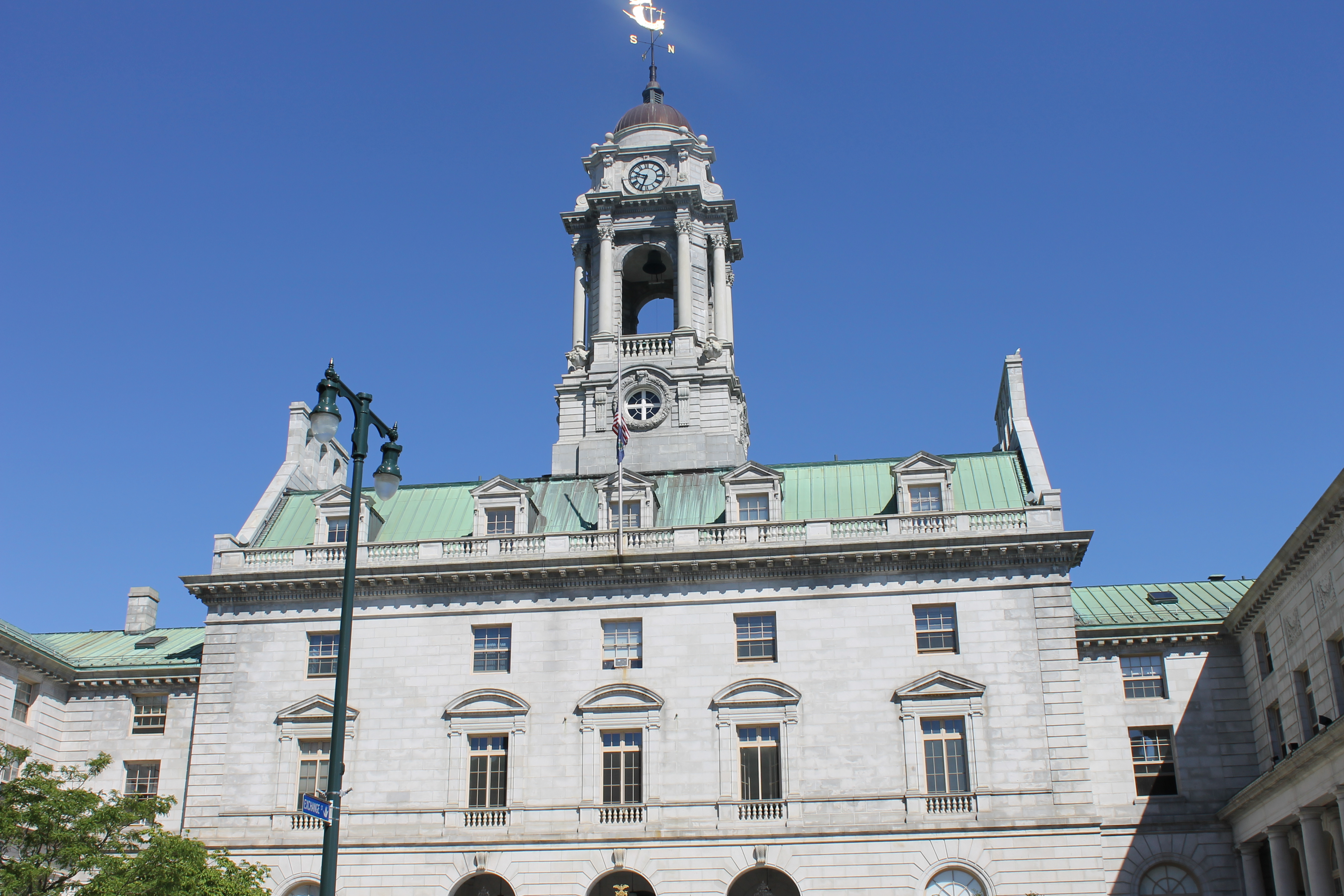
Ратуша Портленда

Портленд разделен на 30 соседств, определённых их жителями, но не имеющих юридической или политической власти. В большинстве случаев, на городских указателях обозначены соседства или перекрестки. В большинстве городских соседств имеются местные ассоциации, поддерживающие отношения с городскими властями.
8 марта 1899 к Портленду был присоединен город Диринг. Соседства Диринга ныне располагаются в северо-западной части города. Портлендская старшая школа Диринга ранее являлась основным учебным заведением Диринга.

## Население
| Расовый состав                | 2010   |
| ----------------------------- | ------ |
| Белые                         | 85.0 % |
| —Не-испанцы                   | 83.6 % |
| Латиноамериканцы (любой расы) | 6.0 %  |
| Афроамериканцы                | 4.1 %  |
| Азиаты                        | 3.5 %  |
| Коренные американцы           | 0.9 %  |
| Другие расы                   | 1.6 %  |
| Многорасовые                  | 2.7 %  |

По данным переписи в 2010 году в Портленде проживало 66 194 человека в 13 324 семьях, имелось 30 725 домохозяйств.

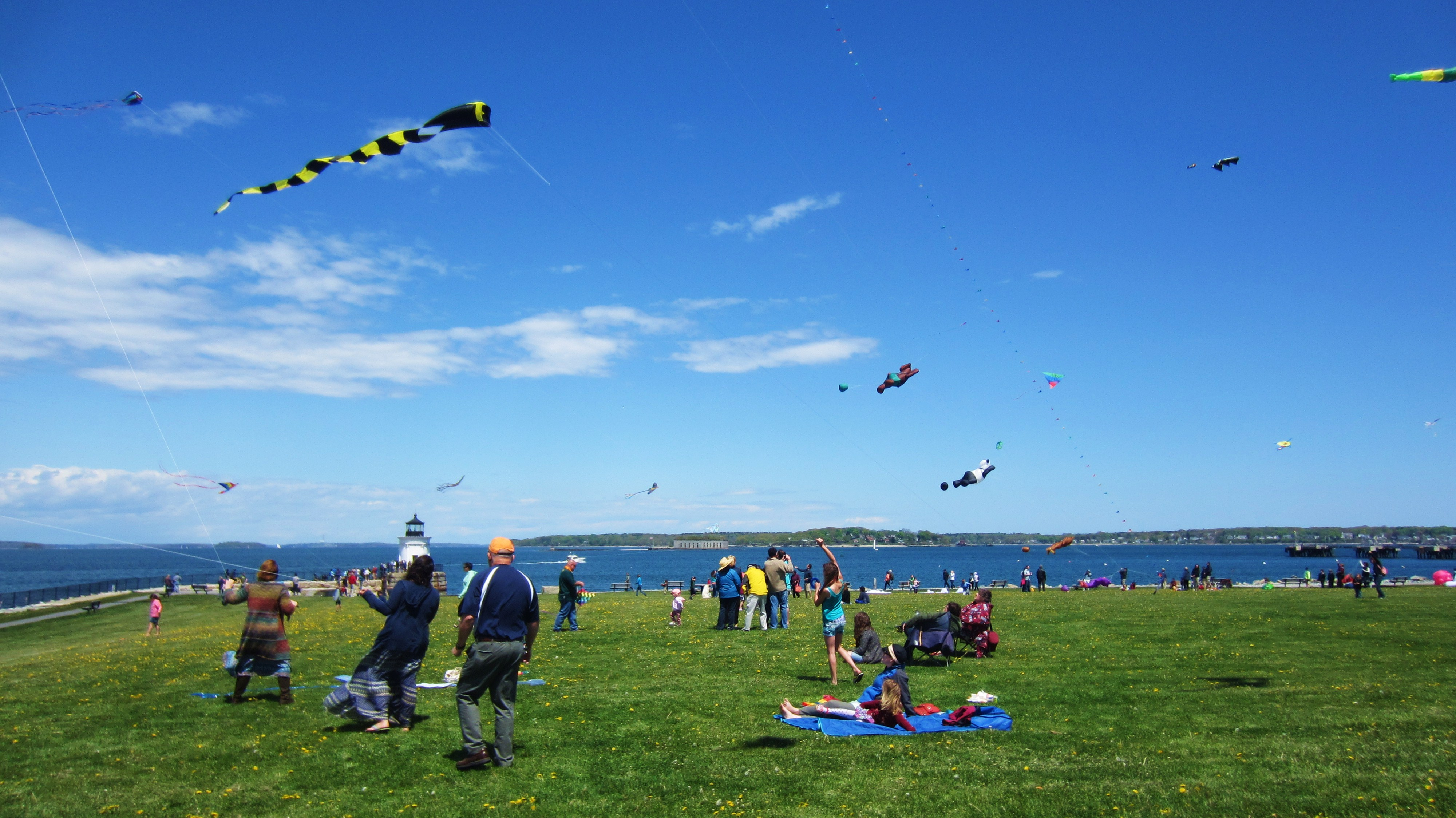
День воздушных змеев в парке Баг-Лайт

Белое население главным образом английского (21,2 %), ирландского (19,2 %), французского (10,8 %), немецкого (10,5 %) и итальянского (6,9 %) происхождения.
Средний возраст горожан — 36,7 лет.
17,1 % населения младше 18 лет, 11,4 % — от 18 до 24 лет, 33,1 % — от 25 до 44 лет, 25,9 % — от 45 до 64 лет, 12,6 % — старше 65 лет.
14,1 % населения проживают за чертой бедности. Это крупнейший по населению город штата. В агломерации проживает 518 117 человек, из них 203 914 в городских условиях. По уровню жизни в 2007 году Портленд занял 6-е место среди 100 городов страны.

## Экономика

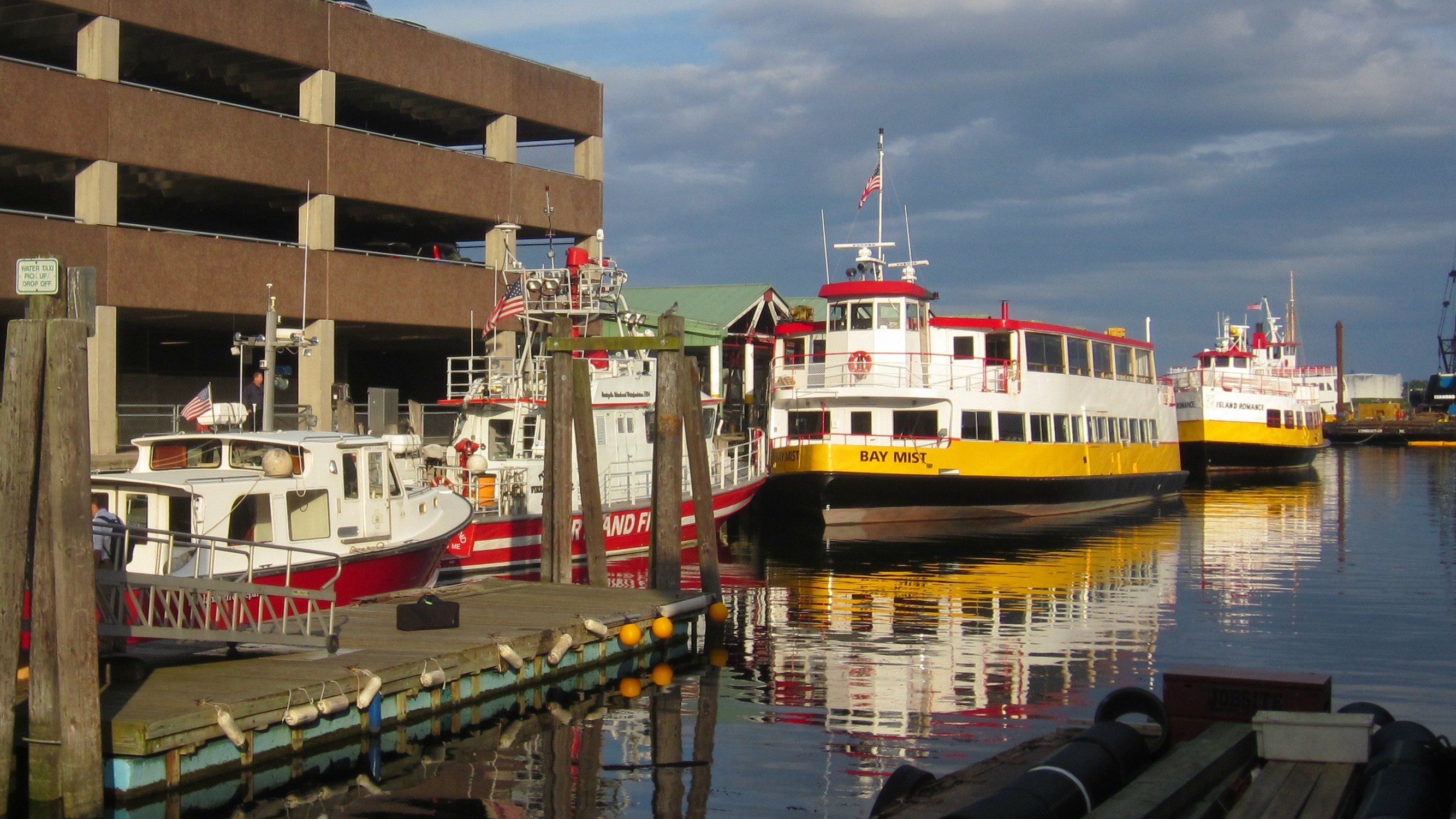
Муниципальные лодки в гавани Портленда

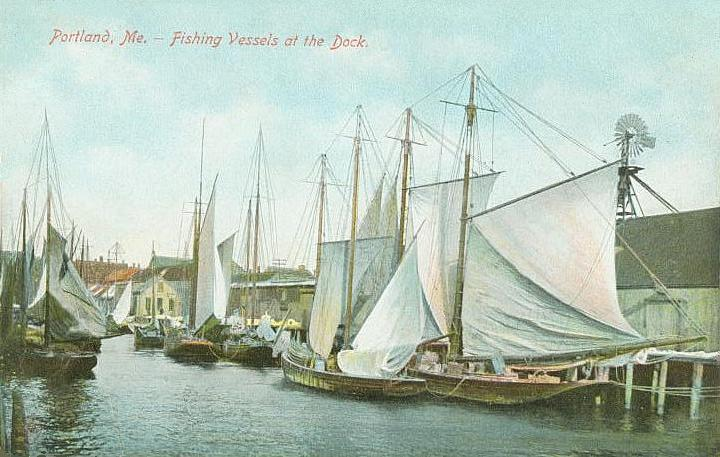
Рыболовные суда, 1908

Портленд является экономическим центром Мэна благодаря крупнейшему в штате порту, самому большому населению и близости к Бостону (185 км к югу). Постепенно экономика Портленда трансформируется из сферы рыбной ловли, производства и сельского хозяйства к сфере услуг. Многие национальные финансовые организации (Bank of America, KeyBank) проводят в Портленде операции, связанные с экономикой штата. У таких компаний, как Unum, Magellan Petroleum, Maine Bank & Trust, ImmuCell Corp. и Pioneer Telephone, есть штаб-квартиры в Портленде, а такие города агломерации, как Саут-Портленд, Скарборо, Уэстбрук, стали базами для других корпораций. C 1867 года компания Burnham & Morrill Co., производитель печеных бобов B&M Baked Beans, владеет фабрикой в Портленде, которая стала достопримечательностью уровня штата.
В Портленде наблюдается более низкий уровень безработицы, чем в среднем по штату и государству, 6,8 %. Портленд и близлежащие общины имеют более высокий доход, чем прочие общины Мэна.
Нефтепровод Портленд-Монреаль (открытый в 1941), по которому транспортируется сырая нефть из Саут-Портленда в Монреаль, играет важную роль в экономике агломерации Портленда.
В Портленде (частично в Ист-Бейсайде) развивается городское фермерство.

## Культура

### Достопримечательности
Памятные места Портленда

### Выдающиеся здания

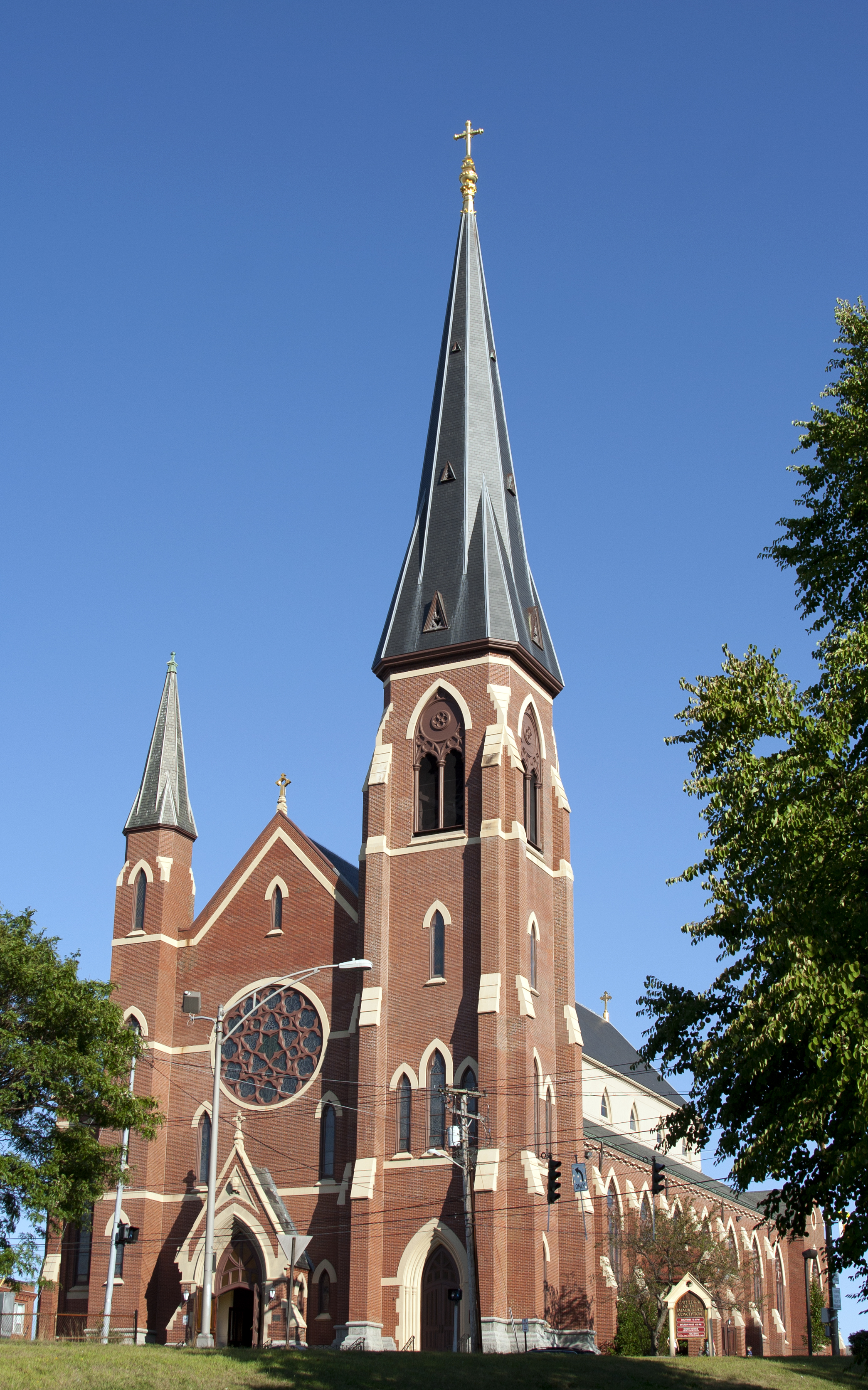
Собор Непорочного зачатия

Шпиль Собора Непорочного зачатия (62,2 м) стал важным элементом панорамы города после завершения строительства в 1854. В 1859 Эмми Янг, государственный архитектор, возвел здание Морского госпиталя, одну из трёх своих местных работ в роли руководителя Архитектурного бюро при Министерстве финансов. Несмотря на то, что в 1965 было снесено здание Почтовой службы (1867), возведённое Альфредом Маллетом из белого вермонтского мрамора с коринфским портиком, Портленд сохранил здание Таможни из гранита в стиле Второй империи-неоренессанса, спроектированное им в 1872.

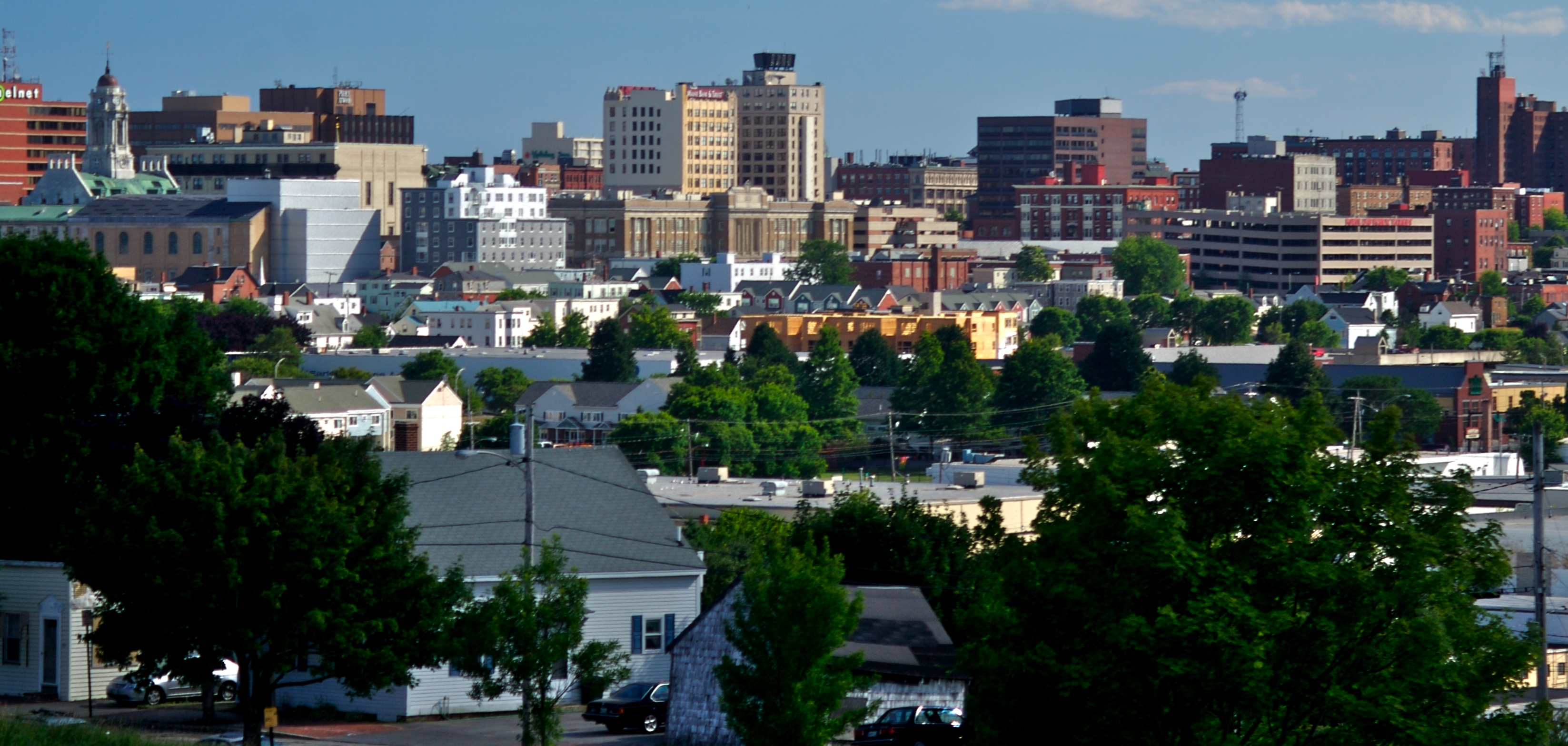
Панорама Портленда

Более позднее здание, Башня Франклин, 17-этажный жилой дом, построенный в 1969, является самым высоким (62,2 м) в Портленде (и в Мэне). Во время строительного бума в 1980-х, на полуострове были возведены новые здания, такие, как построенное в 1983 Здание Чарльза Шипмана Пейсона (входящее в комплекс Портлендского музея искусств и Башня бухты Бэк, 15-этажное жилое здание, открытое в 1990.
Расположенное возле Монументальной площади на Конгресс-стрит, 477 здание, известное в городе как Здание времени и температуры, в районе Искусств, является достопримечательностью: на крыше 14-этажного здания находится огромное табло, информирующее о нынешних температуре и времени, а зимой — и о занятости расположенной около здания парковки. В этом здании размещаются несколько радиостанций. Кроме того, в настоящий момент свою телестудию здесь имеет WMTW, аффилированная с ABC, хотя она объявила о переезде в новую студию в Уэстбруке в октябре 2014.
Eastland Park Hotel — известная гостиница, построенная в 1927 и располагающаяся в Даунтауне на Хай-стрит. Фотограф Тодд Уэбб прожил в Портленде последние годы и сделал много фотографий с видами города. Некоторые его работы можно найти в галерее Эванс в Саут-Портленде.
Дом Нила С. Доу на 	714 Congress St. — дом-музей кандидата в президенты США на выборах 1880 года и Национальный исторический памятник США.

### СМИ

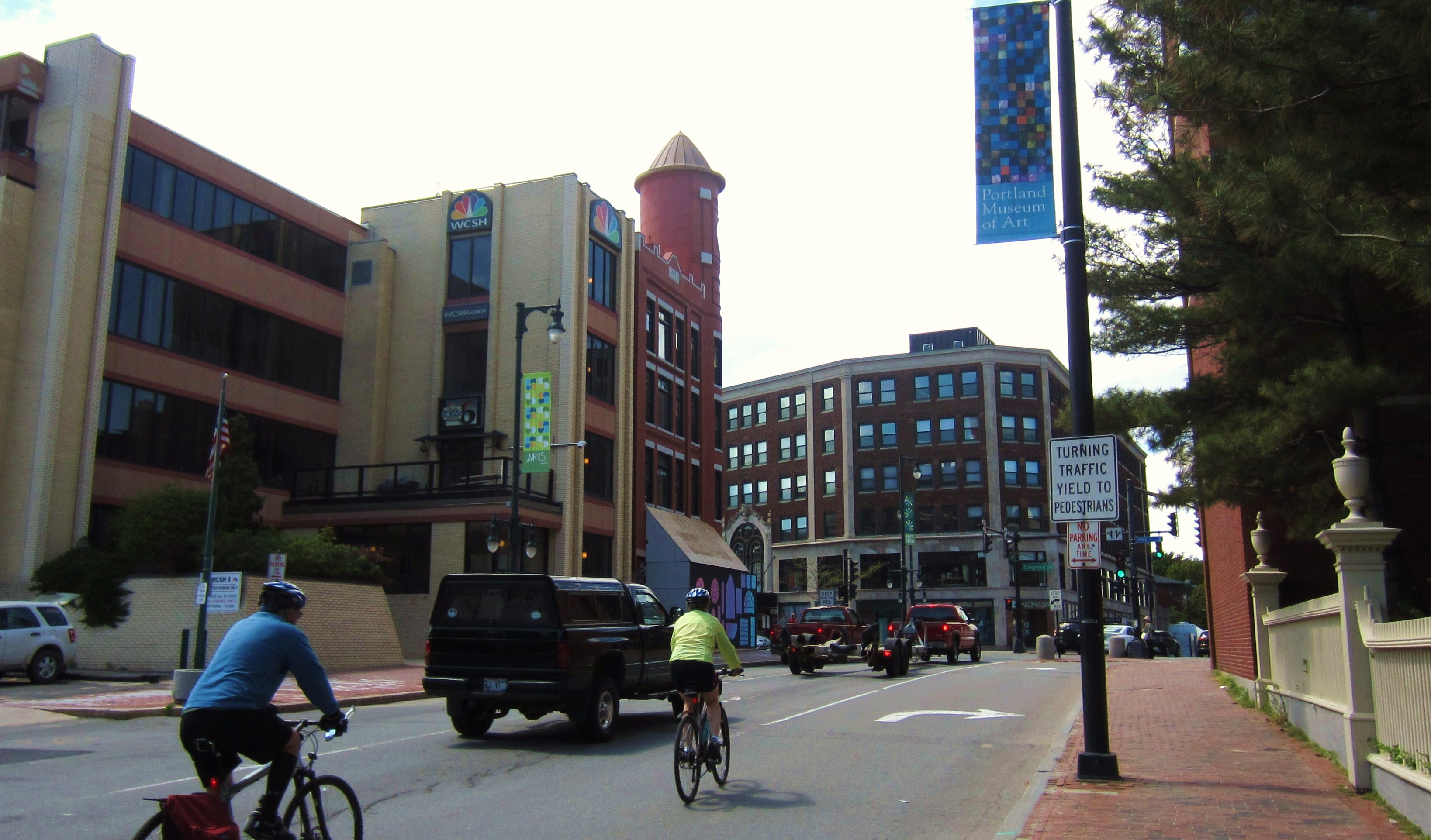
Телестудия WCSH, аффилированной с NBC, расположенная в районе Искусств

Портленд является региональным центром журналистики, теле- и радиовещания, рекламных агентств, веб-дизайнеров, фотостудий и производства фильмов.
В городе имеются две ежедневных газеты: The Portland Press Herald/Maine Sunday Telegram (1862) и The Portland Daily Sun. The Portland Press Herald выпускается с понедельника по субботу, а The Maine Sunday Telegram — по воскресеньям. Обе публикуются компанией MaineToday Media, Inc., которая также управляет сайтом MaineToday.com Архивная копия от 19 июня 2019 на Wayback Machine и владеет газетами в Огасте и Уотервилле. The Portland Daily Sun была основана в 2009, ей владеет The Conway Daily Sun, выпускаемая в Норт-Конуэе (Нью-Гэмпшир).
Кроме того, в Потленде выпускается еженедельная газета The Portland Phoenix, принадлежащая Phoenix Media/Communications Group, которая также владеет информационно-развлекательным веб-сайтом ThePhoenix.com Архивная копия от 15 августа 2014 на Wayback Machine и выходящим дважды в год ЛГБТ-журналом Out In Maine.
Помимо прочего, в Портленде выпускаются The Portland Forecaster, еженедельная газета; The Bollard, ежемесячный журнал; The West End News Архивная копия от 19 августа 2014 на Wayback Machine, The Munjoy Hill Observer. Архивировано из оригинала 17 июля 2014 года., The Baysider, The Waterfront, Portland Magazine; и The Companion. Архивировано из оригинала 24 октября 2005 года., ЛГБТ-издание. В Портленде также издается The Exception Magazine — первое в Мэне онлайн-издание, освещающее жизнь в штате.
Вещательный рынок Портленда является крупнейшим в Мене как на радио, так и на телевидении.Множество радиостанций доступно в Портленде: WFNK (классические хиты), WJJB (спорт), WTHT (кантри), WBQW (классическая музыка), WHXR (рок), WHOM (современная музыка), WJBQ (Топ-40), WCLZ (альтернативная альбомная музыка), WBLM (классический рок), WYNZ (Хиты 60-х и 70-х), and WCYY (современный рок). WMPG — местная некоммерческая радиостанция, управляемая Университетом Южного Мэна. MPBN также расположена в Портленде.
Некоторые местные телестанции транслируют многие национальные телевизионные сети: WCSH 6 (NBC), WMTW 8 (ABC), WGME 13 (CBS), WPFO 23 (Fox), WPME 35 (MyNetworkTV), and WPXT 51 (The CW). У Портленда нет лицензии для вещания PBS но телеканалы MPBN WCBB 10 в Огасте и WMEA-TV 26 в Биддефорд транслируют вещание данной сети.
| Телеканал | Название | Телесеть    |
| --------- | -------- | ----------- |
| 6         | WCSH     | NBC         |
| 8         | WMTW     | ABC         |
| 10        | WCBB     | PBS         |
| 13        | WGME     | CBS         |
| 23        | WPFO     | Fox         |
| 26        | WMEA-TV  | PBS         |
| 35        | WPME     | MyNetworkTV |
| 51        | WPXT     | The CW      |

### Фильмы, снятые в Портленде
- Джуманджи
- Жена священника
- Каспер
- Послание в бутылке
- Форрест Гамп
- Худеющий
- Человек без лица

### Спорт
| Клуб             | Лига                          | Стадион                        | Год основания | Участие в чемпионатах |
| ---------------- | ----------------------------- | ------------------------------ | ------------- | --------------------- |
| Портленд Си Догс | Восточная Лига (Бейсбол)      | Хэдлок Филд                    | 1994          | 1                     |
| Портленд Пайретс | АХЛ (Хоккей)                  | Кросс Иншуранс Арена           | 1993          | 1                     |
| Портленд Финикс  | Премьер-лига ОФЛ (Футбол)     | Мемориальный стадион Мэна      | 2009          | 0                     |
| Мэн Ред Клос     | Лига развития НБА (Баскетбол) | Портлендский выставочный центр | 2009          | 0                     |
| Мэн Роллер Дерби | WFTDA (Роллер-дерби)          | Портлендский выставочный центр | 2006          | 0                     |

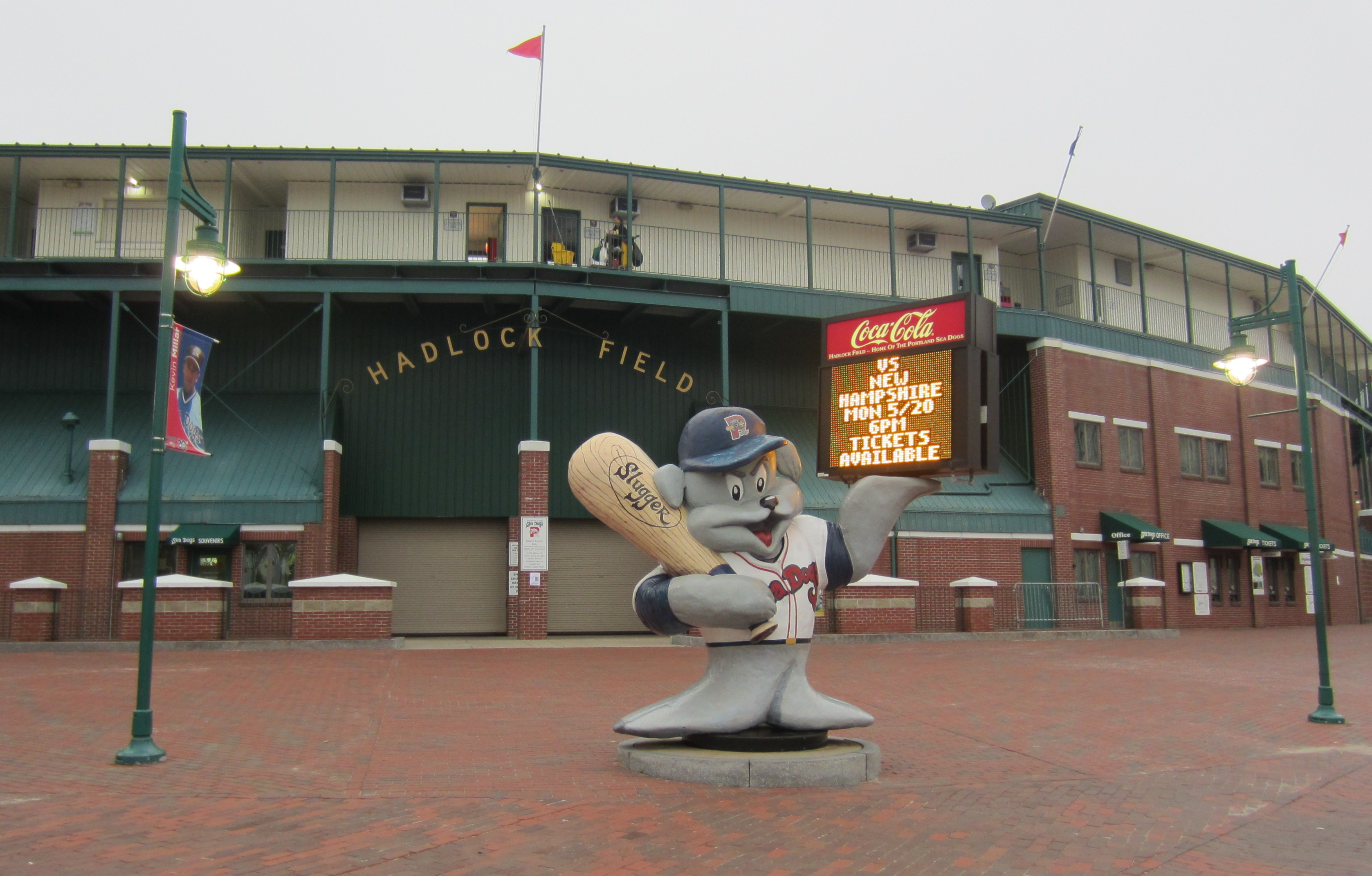
Зона входа на Хэдлок Филд, домашнюю арену Портленд Си Догс

Портленд является домашним городом для трёх команд младших лиг. Портленд Си Догс — фарм-клуб для Бостон Ред Сокс, играет на Хэдлок Филд; команда Американской Хоккейной Лиги Портленд Пайретс играет на арене Кросс Иншуранс, баскетболисты Мэн Ред Клос — в Портлендском выставочном центре. Ред Клос аффилированы с Бостон Селтикс из НБА.
В Портлендском спортивном комплексе, расположенном между Парк и Брайтон-авеню около шоссе I-295 и парка Диринг Окс, находятся:
- Хэдлок Филд[англ.] — бейсбол (вместимость — 7,368)
- Стадион Фитцпатрик[англ.] — американский футбол, лакросс, футбол, хоккей на траве (вместимость — 6,000+)
- Портлендский выставочный центр[англ.] — баскетбол, концерты, торговые выставки (вместимость — 3,000)
- Портлендская ледовая арена — хоккей и фигурное катание (вместимость — 400)

В Портленде находятся одиннадцать профессиональных полей для гольфа, 124 теннисных корта и 95 детских площадок. Кроме того, в городе находятся 160 км пешеходных троп.
В Портленде каждый октябрь проводится Марафон Мэна.
В Мемориальном стадионе Мэна базируются спортивные команды Старшей школы Диринга.
2 декабря 2013 городские власти объявили о создании нового клуба по лакроссу Мэн Мус Трэкс, который будет входить в Лигу лакросса США и играть на арене Кросс Иншуранс.

## Инфраструктура

### Управление

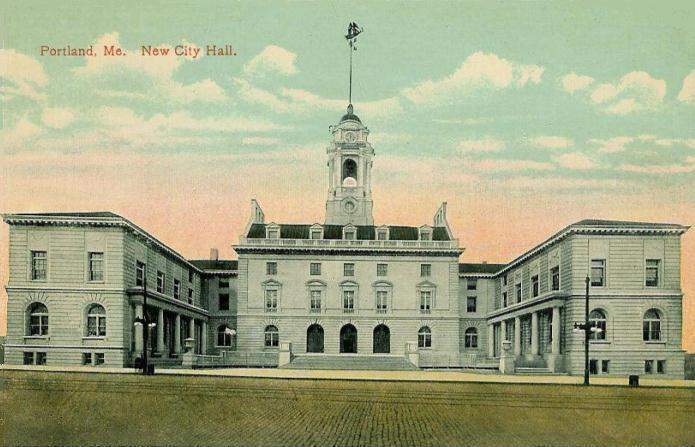
Ратуша Портленда, 1910

| Демократы            | 23 995 | 46,59 % |
| Незарегистрированные | 17 525 | 34,02 % |
| Республиканцы        | 7 039  | 13,66 % |
| Зелёные              | 2 942  | 5,71 %  |
| Всего                | 51 501 | 100 %   |

### Безопасность
Портлендский пожарный департамент (Portland Fire Department — PFD), основанный в 1768, обеспечивает Портленд пожарной охраной и службой скорой помощи в круглосуточном режиме. В департамент входят 7 пожарных частей, расположенных по всему городу и обслуживающих свои районы и пригороды. Всего работают свыше 230 профессиональных пожарных, распределенных по 38 бригадам.

### Образование

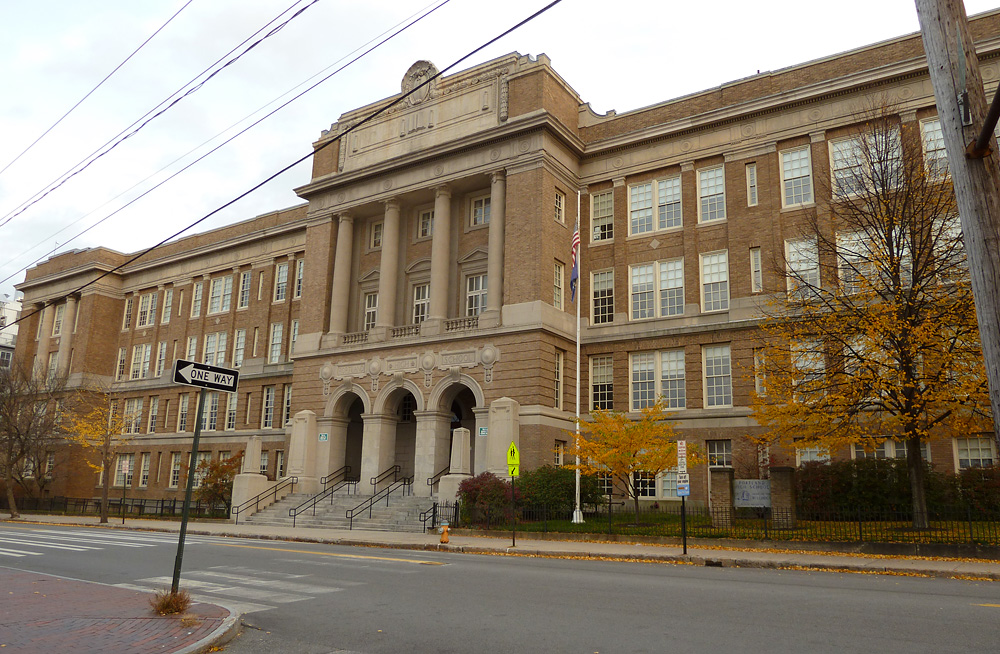
Старшая школа Портленда

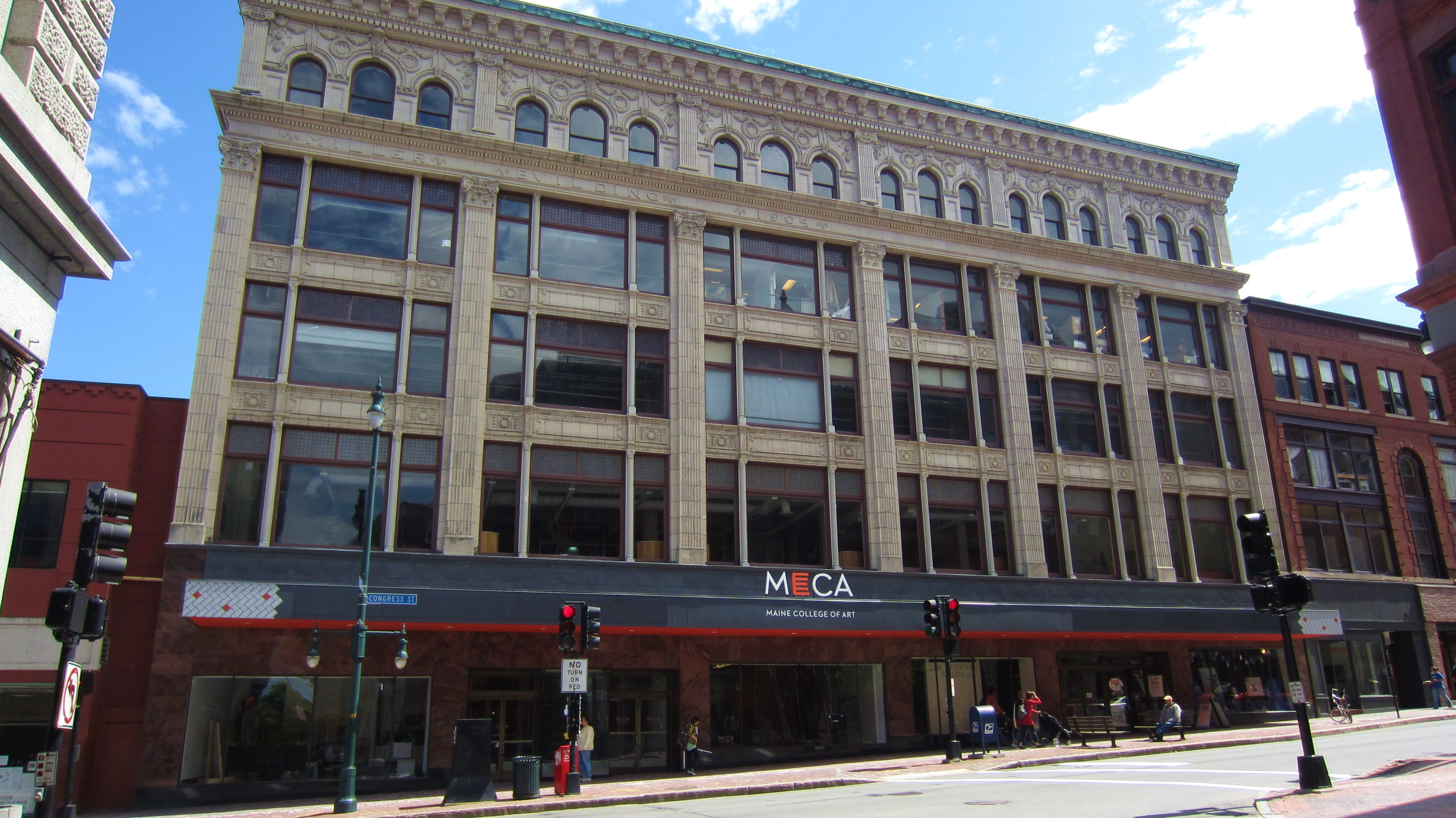
Колледж искусств Мэна

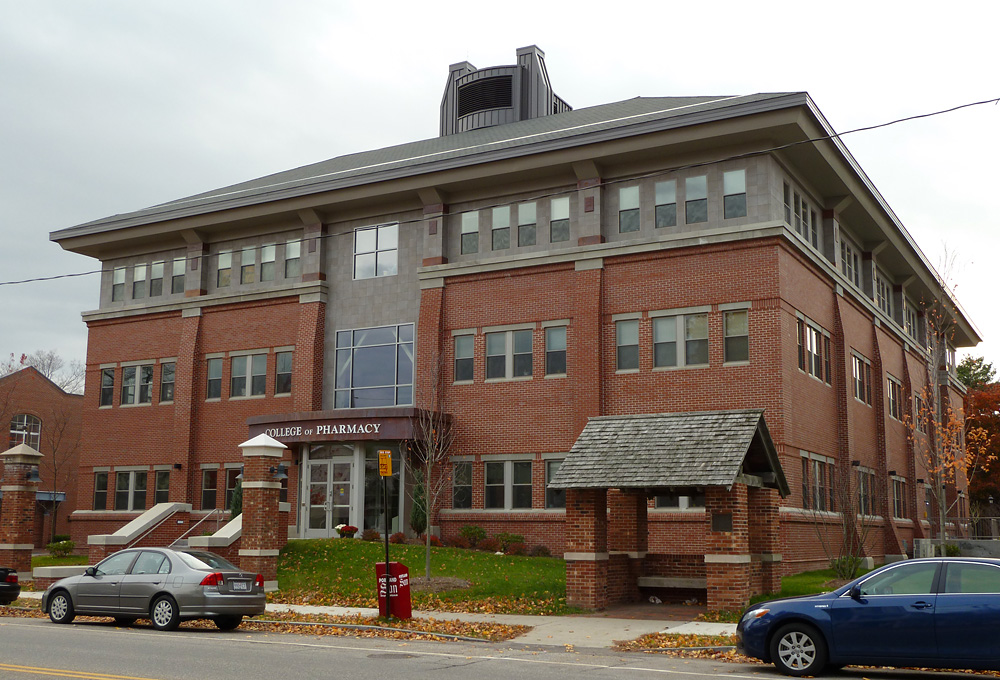
Фармацевтический колледж Университета Новой Англии

#### Старшие школы
- Старшая школа Каско-Бей (общественная)
- Старшая школа им. Кэтрин Маколи (частная, для девочек)
- Старшая школа им. Жана Луи Шеверуса (частная)
- Старшая школа Диринга (общественная)
- Портлендская старшая школа искусств и технологий (общественная, с профессиональным обучением)
- Старшая школа Портленда (общественная)
- Старшая школа им. Уильяма Уэйнфлита (частная)

#### Колледжи и университеты
- Университет Южного Мэна (1878)
- Колледж искусств Мэна (1882)
- Университет Новой Англии (1939) (ранее Уэстбрук-колледж — 1831—1996)
- Школа права Университета Мэна (1962)

### Больницы

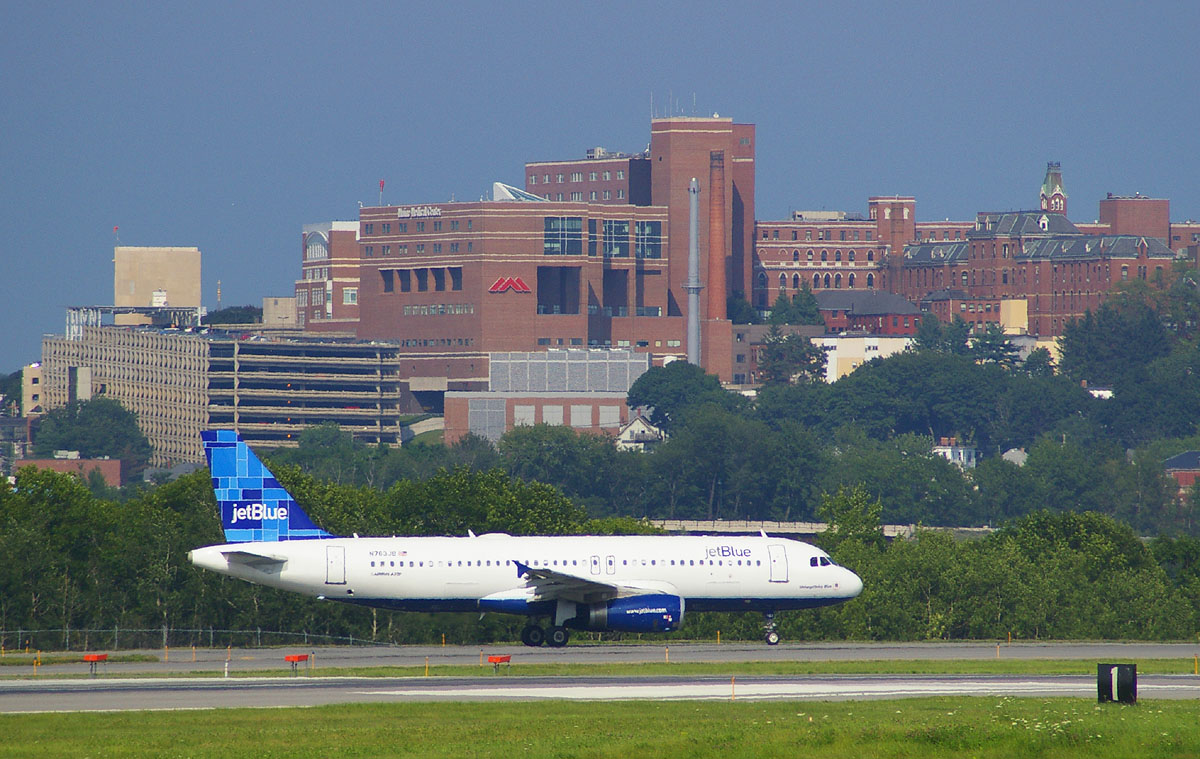
Вид на Медицинский центр Мэна и авиалайнер jetBlue из Саут-Портленда со стороны Аэропорта Портленда, 2009.

Медицинский центр Мэна является больницей высшего уровня и крупнейшим госпиталем в Мэне, продолжающим с каждым годом своё увеличение. Госпиталь милосердия, принадлежащий церкви, является четвёртым по величине в штате. В 2008 был открыт новый кампус этой больницы в районе реки Фор, специализирующийся на оказании экстренной медицинской помощи.

### Транспорт

#### Автодороги

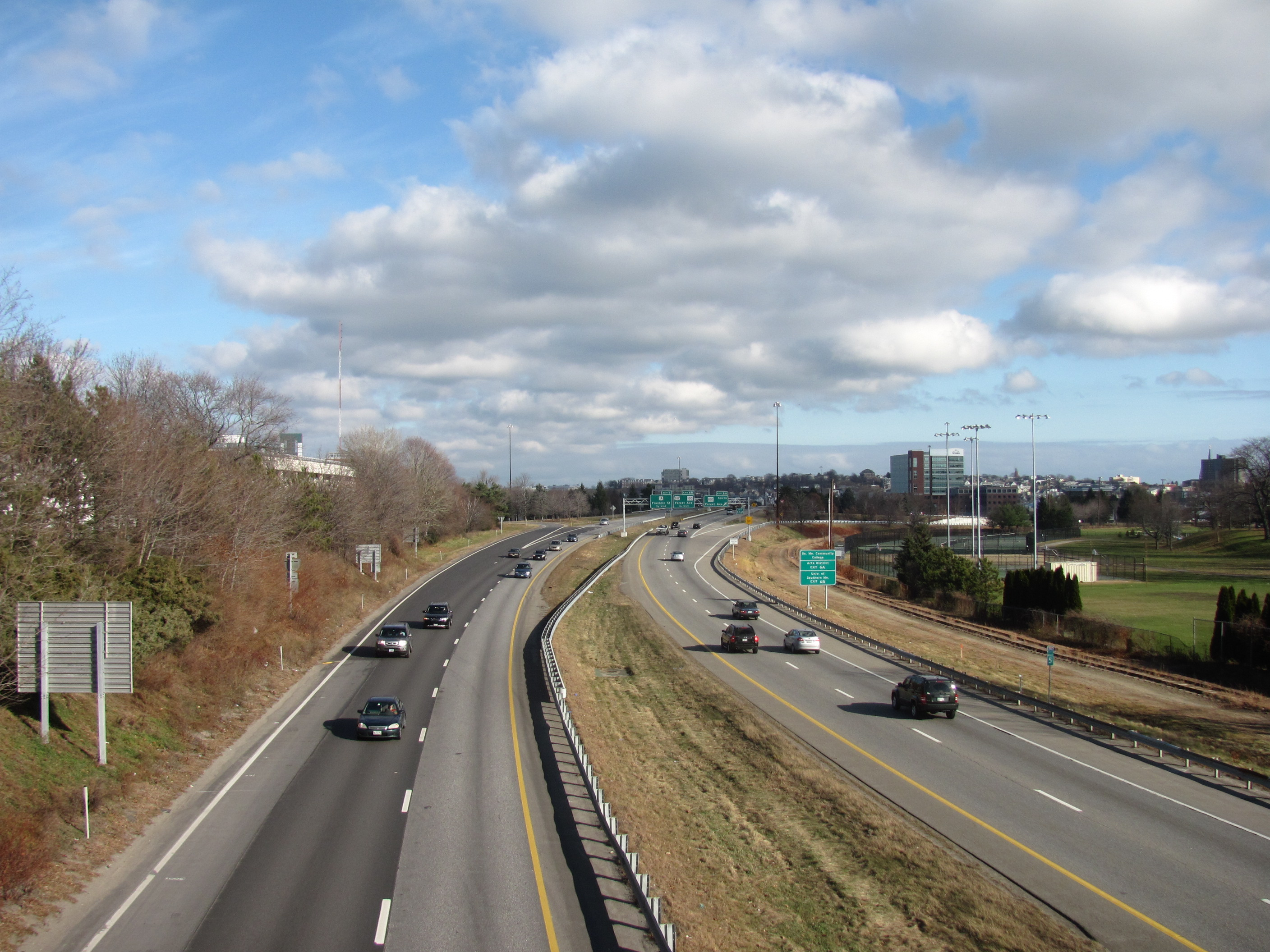
I-295 в Портленде

Через Портленд проходят межштатные магистрали I-95 (платный участок), I-295, и шоссе US 1. Кроме того, US 302, главная туристическая дорога между Мэном и Вермонтом, заканчивается в Портленде. Шоссе штата Мэн, такие, как SR 9, SR 22, SR 25, SR 25 Business, SR 26, SR 77 и SR 100 также пролегают через город.

#### Междугородный транспорт
Автобусы CCL связывают Портленд с 14 городами Мэна, Южным вокзалом Бостона и аэропортом Логан. Поезд Амтрака Downeaster идёт на юг от Портленда, соединяет его с 8 городами и заканчивается на Северном вокзале Бостона. CCL и Амтрак размещаются в Транспортном центре Портленда на Томпсонс-Пойнт-Роуд в Либбитауне. Станция Greyhound, соединяющая Портленд с 17 направлениями Мэна и 3 600 национальными направлениями, располагается на Сент-Джон-стрит.
В Портленде существует услуга каршеринга, обеспеченная компанией Uhaul Car Share.

#### Аэропорты

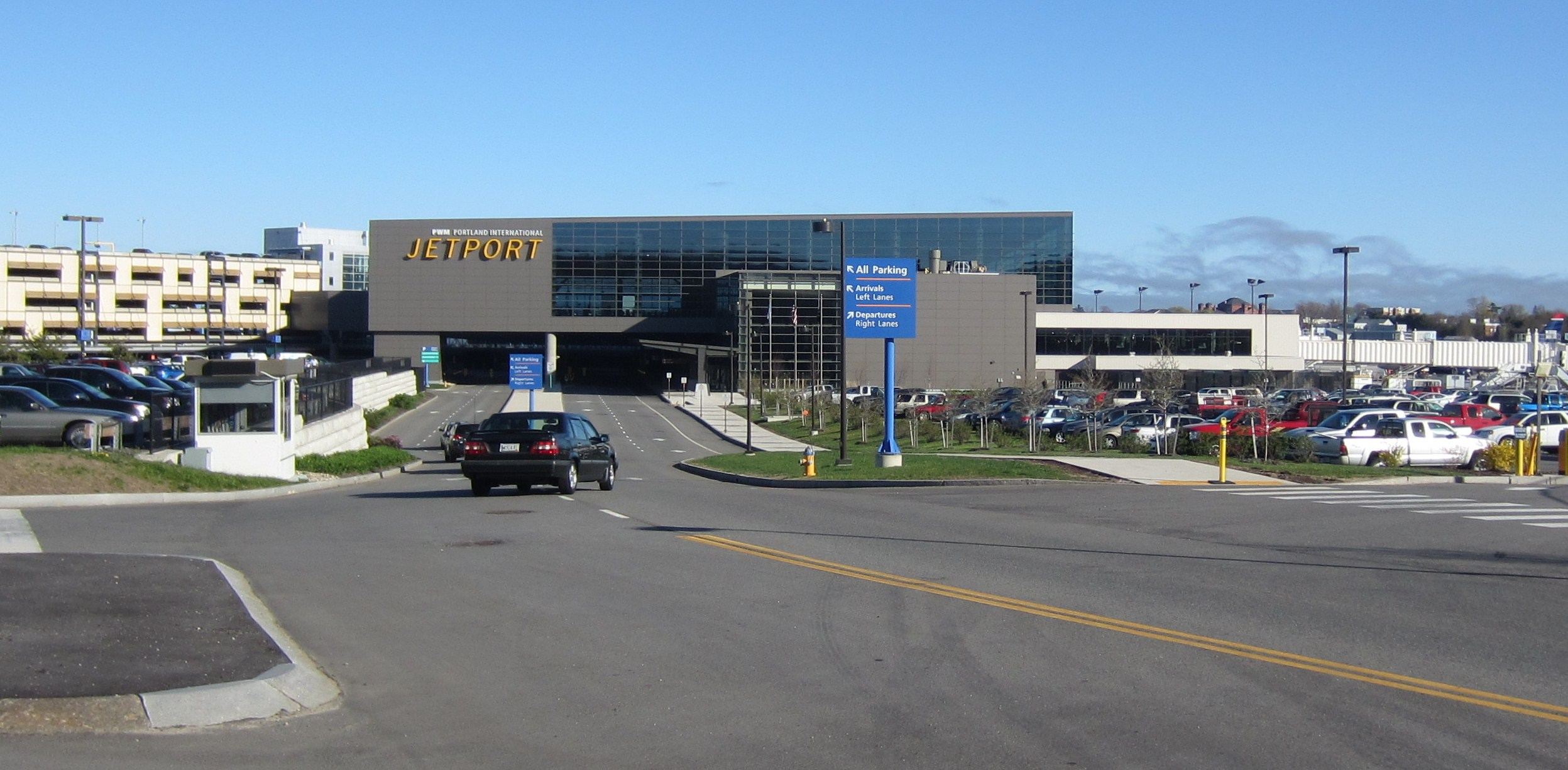
Новый терминал Портлендского джетпорта

В Портленде располагаются несколько аэродромов. Крупнейший из них — Портлендский международный джетпорт, расположенный в Страудуотере (к востоку от центра Портленда).
В джетпорте располагаются несколько агентств, занимающихся выдачей автомобилей в прокат.

#### Водный транспорт

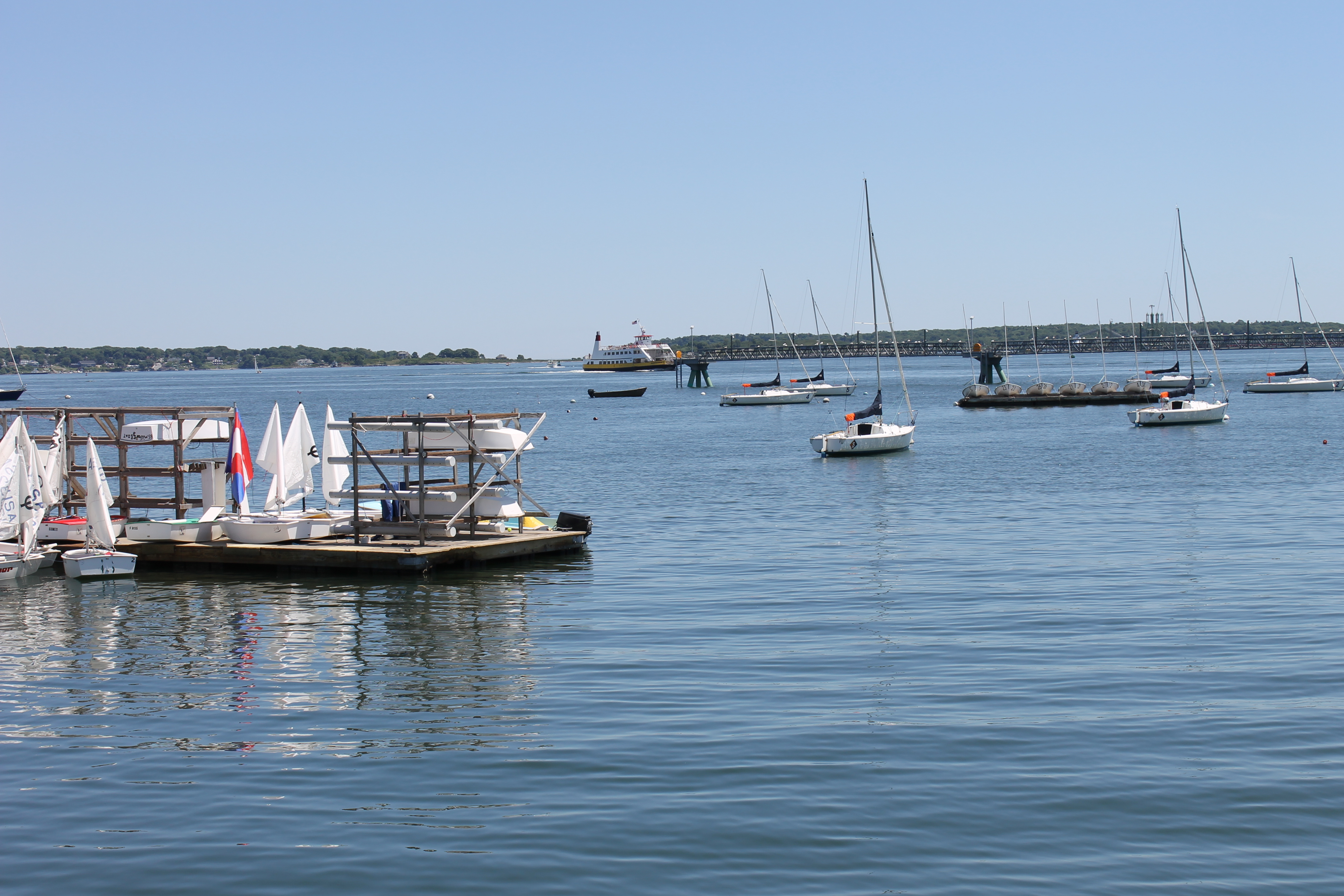
Акватория Портленда, 2014

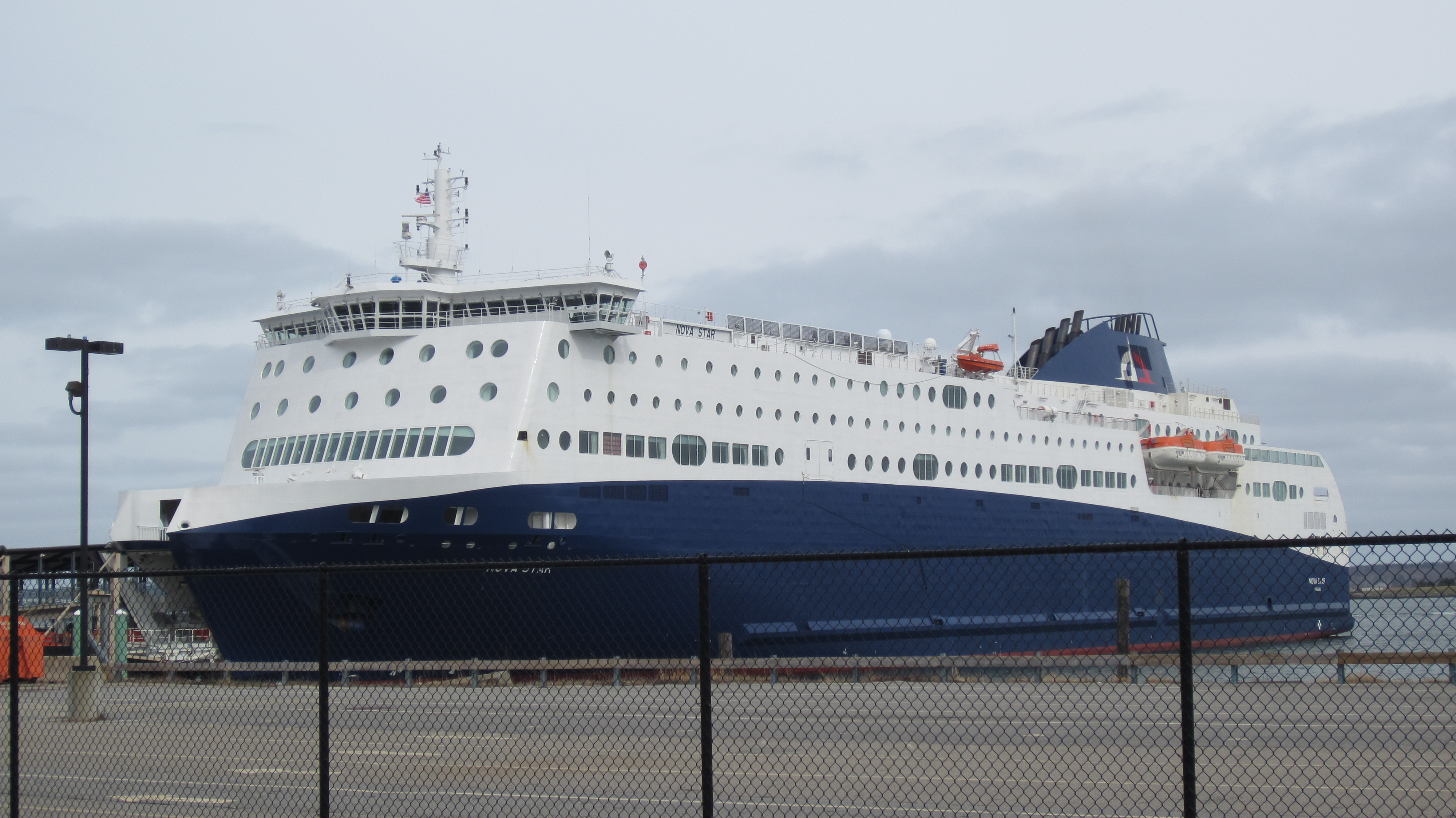
Nova Star, причаленный в Портленде

Порт Портленда является вторым по величине (после Бар-Харбора) портом Мэна и управляется компанией Морского пассажирского терминала. Паромная служба Портленда работает круглогодично для множества направлений в заливе Каско.
По соглашению с правительством Новой Шотландии, с 15 мая 2014 круизный паром Nova Star стал курсировать ежедневно между Портлендом и Ярмутом (планируется — до ноября).

#### Общественный транспорт
В Портленде имеются две принадлежащих городу транспортных системы:
- Portland Explorer. Архивировано из оригинала 30 июня 2014 года. соединяет все крупные транспортные центры с Даунтауном Портленда.
- METRO Архивная копия от 16 марта 2015 на Wayback Machine является крупной системой, связывающей центр Портленда с многочисленными пригородами. Кроме того, в систему METRO интегрирована сеть общественного транспорта Саут-Портленда.

Правительство Портленда периодически обновляет схему общественного транспорта города и распространяет её бесплатно в автобусах и популярных местах города.
В городе существует множество частных таксомоторных компаний, осуществляющих перевозки по всему Большому Портленду.

## Популяризация

### Портленд в прессе
- Журнал Travel + Leisure разместил Портленд на 9-м месте в списке Лучшие города Америки для хипстеров (2013).
- Forbes — Лучший город для киплингеров (2012)[17].
- Bon Appétit — Самый ресторанный маленький город Америки (2009)[18].
- Forbes.com — Самый пригодный для жизни город в Америке (2009)[19].
- № 12 по версии журнала Frommer’s[англ.] в списке Лучшие места для путешествий (2007)[20].
- № 20 в журнале Inc. Magazine — Лучшие города для предпринимателей (2006).
- № 15 среди Лучших городов США для ведения бизнеса — Inc. Magazine, май 2005.
- № 14 в списке Лучшие города для кредитования — Институт Милкена[англ.], ноябрь 2004.
- № 13 по версии Men's Health' в списке 100 самых помешанных на автомобилях городов Америки[21].
- № 20 в списке 20 лучших маленьких городов Америки для студентов Американского института экономических исследований[англ.][22].
- Назван одним из Лучших маленьких городов в Америке — GQ[23].
- № 3 в списке Самый гомосексуальный город страны — Институт Уильямса Калифорнийского университета в Лос-Анджелесе[24].
- Лучший город для приключений на Востоке по версии журнала Outside[25]
- № 4 в списке Сперлинга Лучшие ресторанные города Америки![26]
- № 3 по версии журнала Parenting Лучшие города для семьи.

### В астрономии
В честь Портленда назван астероид (757) Портлендия, открытый в 1908 году американским астрономом Джоэлом Меткалфом, который жил и скончался в Портленде.

## Города-побратимы
- Россия: Архангельск
- Гаити: Кап-Айтьен
- Греция: Митилена
- Япония: Синагава